# 杏珠
杏珠（あんじゅ、1984年5月6日 - ）は、日本のAV女優。
東京都出身。

## 略歴
- 2006年 - 『新人×ギリギリモザイク』でAVデビュー。
- 同年12月より半年間休業したのち翌年から企画作品を中心に活躍。

## 作品

### アダルトビデオ
2006年
- 新人×ギリギリモザイク (2月19日　S1)
- ギリギリモザイク 6つのコスチュームでパコパコ! (3月7日　S1)
- ギリギリモザイク 杏珠のセックスじっくり見せてあげる (4月7日　S1)
- ギリギリモザイク オンナの公式、チンポを使って解いてごらん♥ (5月7日　S1)
- ギリギリモザイク 妄想的特殊浴場 本指名 (6月7日　S1)
- ギリギリモザイク み～んなでバコバコ学園生活 (7月19日　S1)共演:はるる、純名もも
- ギリギリモザイク メガネっ娘の絶叫FUCK (9月7日　S1)
- MOODYZ BEST HIT 12時間 \2980　完全撮り下ろし5タイトル (10月13日、MOODYZ)他出演:楓アイル、黒川まりあ、麻生岬、椎名れいか、長谷川ちひろ、泉まりん 他多数
- ギリギリモザイク 街で噂のエッチな姉妹 2 (10月19日、S1)共演:星野みく
- 看護婦の匂い (11月13日、MOODYZ)

2007年
- セレブ妻不倫リポート VOL.9 (6月13日、プレステージ)
- 人妻の情事10 夫以外の男に中出しされた妻たち (7月13日、隼エージェンシー)オムニバス作品 他出演:小野今日子、岡本きら、日夏ともえ、榊彩弥
- 近親相姦中出し3 5人の近親中出し物語 (7月19日、ミスター・インパクト)オムニバス作品 他出演:落合ゆき、水沢ありす、美咲沙耶、辻あずき
- 犯られた人妻たち 第7章 中出しされる5人の人妻 (7月20日、Nadeshiko)オムニバス作品 他出演:中村りかこ、美咲沙耶、日夏ともえ、橘流菜
- 女医とナースとキモ男のベロベロちゅうちゅう (7月23日、グローリークエスト)共演:桜庭彩
- 女子大生 杏珠 (8月4日、グラフィス)
- こだわりの手コキ 4時間SP 5 30人のハンドメイド (8月11日、隼エージェンシー)オムニバス作品 他出演:西野ひなた、早坂めぐ、榊彩弥、日夏ともえ、ひなの、長谷川ちひろ、加瀬あゆむ、宮崎あいか、伊藤あずさ、彩芽はる、高瀬七海、橘流菜、辻あずき、水沢ありす、宮沢愛菜、優木さくら、葉月志保、蒼月ひかり、有希りか、七瀬たまき、栗原まあや、城本久美、姫野りむ、岩佐真理、落合ゆき、白鳥美鈴、中村りかこ、美咲沙耶、朝霧かすみ
- 同性愛オフィスレディー 大人の女のオフィスラブ (8月19日、クロス)共演:一色あずさ、伊藤あずさ
- フェラマニア Vol.3 (8月19日、ミスター・インパクト)オムニバス作品 他出演:川村カンナ、加藤ツバキ、能田曜子、姫野りむ、福沢あや、安原そのみ、高倉みずほ、山城美姫、鶴瀬愛美、宮崎香穂、高田愛子、早川あづさ、新田ひかる、秋本由香里、葉月志保、岡本きら、岩佐真理、長谷川ちひろ、長谷川なあみ、西野ひなた、一ノ瀬カレン、美月りん、天乃みお、元木ひなよ、Rico
- オナニスト 第18章 (9月8日、隼エージェンシー)オムニバス作品 他出演:紅月ルナ、天乃みお、憂木ルル、伊沢千夏、松坂るい、早坂めぐ、Rico、高瀬七海、姫野りむ、加藤ツバキ、加瀬あゆむ、野々宮りん、水沢ありす、宮崎あいか、辻あずき、橘流菜、長谷川ちひろ、西野ひなた、榊彩弥、有希りか、落合ゆき、持田茜、岩佐真理、彩芽はる、川村カンナ、美月りん、黒川梨花、あおい美咲、和希もも、芽衣奈、星野優奈、稲森ケイト、伊藤あずさ、岡本きら、SARINA、日夏ともえ、ひなの、宮沢愛菜、美咲沙耶
- レイプ逃走 (10月12日、TMA)オムニバス作品 他出演:藤本さおり、羽田夕夏、さくらの
- 悶絶オナニー電動按摩器トランス (10月13日、マルクス兄弟)オムニバス作品 他出演:風間ゆみ、浜崎りお、大沢佑香、千羽千鶴、間宮いすみ、AKI、茅ヶ崎ありす、阿立未来、森川ヒカル 他
- 競泳水着の痴女たち (12月21日、GLAY'z)オムニバス作品 他出演:浜崎りお、鮎川なお、さくらの、羽田夕夏 他

2008年
- セレブ妻4時間 (2月13日、マルクス兄弟)オムニバス作品 他出演:浜崎りお、加藤レイナ、間宮いずみ、南原香織、阿立未来、蓮見優里亜
- 憧れの姉さんがお掃除フェラしてくれました。 (5月13日、マルクス兄弟)オムニバス作品 他出演:山口玲子、大沢佑香、風間ゆみ、阿立未来、間宮いずみ、千羽千鶴、長澤リカ、愛菜りな